# Cantone di Garéoult
Il Cantone di Garéoult è una divisione amministrativa degli arrondissement di Brignoles e di Tolone.
È stato istituito a seguito della riforma dei cantoni del 2014, che è entrata in vigore con le elezioni dipartimentali del 2015.

## Composizione
Comprende i comuni di:
- Camps-la-Source
- Carnoules
- Forcalqueiret
- Garéoult
- Mazaugues
- Méounes-lès-Montrieux
- Néoules
- Pierrefeu-du-Var
- Puget-Ville
- Rocbaron
- La Roquebrussanne
- Sainte-Anastasie-sur-Issole